# Егерь
Е́герь (от нем. Jäger — «охотник, стрелок»; родств. фельдъе́герь, егерме́йстер) — чин рядового лёгкой пехоты вооружённых сил многих государств мира. Егеря предназначались преимущественно для огневого боя в рассыпном строю.

## История
Название «егеря» в вооружённых силах впервые встречается в Тридцатилетнюю войну, когда в армии курфюрста Бранденбургского в каждой пехотной роте несколько метких стрелков было выделено для «охоты» за офицерами противника. В таком виде егеря были упразднены в начале XVIII века. 
Егеря вновь появляются в европейских армиях в середине XVIII века, накануне и в период Семилетней войны, сначала в австрийской армии (пандуры), а затем в прусской, французской и русской. Для действий на пересечённой местности нужны были не стройные сомкнутые ряды, а небольшие отряды ловких и метких стрелков, способных сражаться в рассыпном строю, поодиночке или мелкими группами. 
Во Франции они стали известны под названием «chasseurs à pied» (досл. рус. пешие охотники) (шассёры). Как постоянное войско егеря, прежде всего, появляются в Пруссии (где их набирали из сыновей лесничих и охотников) при Фридрихе Великом, в армии которого они доказали свою эффективность. Во Франции при Наполеоне I появились также полки вольтижёров, схожих по своим задачам с егерями. В Австрии егерские полки получили постоянную организацию лишь с 1808 года. В сардинской армии (Пьемонте) — в 1836 году под именем берсальеров. На вооружении австрийских егерей в конце XVIII — начале XIX века состояли пневматические винтовки Жирандони.

### В России
В русской армии егеря появились при Румянцеве. Заметив во время Семилетней войны пользу, которую приносили пруссакам охотники (егеря), он во время операции под Кольбергом в 1761 году сформировал из отборных охотников особый батальон, который хотя и не был назван егерским, но по характеру деятельности соответствовал этому названию. Батальон разделялся на пять рот по 100 человек в каждой, для большей устойчивости ему было придано два орудия. 
Снаряжение егерей было самое облегчённое: вместо шпаг в портупеи были вложены штыки; тяжёлые гренадерские сумки заменены лёгкими мушкетёрскими, палатки отобраны, галуны со шляп спороты, плащи оставлены лишь желающим. Каждый охотник (егерь) был снабжён шнобзаком (мешком) для трёхдневного продовольствия. Для действий приказано избирать места «наиудобнейшия и авантажнейшия, в лесах, деревнях, на пасах»; «в амбускадах (засадах) тихо лежать и молчание хранить, имея всегда перед собой патрули пешие, впереди и по сторонам». «Гренадеры и мушкетёры рвут на штыках, — говорил Суворов, — а стреляют егеря».
Граф П. И. Панин, начальствуя в 1763—1764 годах войсками в Финляндии, «где положение земли такого существа, что в случае военных операций совсем невозможно на ней преимуществами кавалерийско-лёгких войск пользоваться, но требует она необходимо лёгкой и способнейшей пехоты», сформировал команду егерей в 300 человек. Обучив их действию «в тамошней земле, состоящей из великих каменных гор, узких проходов и больших лесов», он просил воинскую комиссию, образованную императрицей Екатериной II для рассмотрения вопросов по благоустройству и реорганизации армии осмотреть его команду и, если представится польза в таком корпусе, то ввести его в состав русской армии. Комиссия нашла, что команда Панина обучена всем тем военным действиям, «с которыми таковой корпус может с особливою пользою в военное время отправлять службу как егерскую, так и всякую другую по званию лёгкой пехоты».
На основании этого доклада было повелено сформировать егерский корпус из 1 650 человек при полках Финляндской, Лифляндской, Эстляндской и Смоленской дивизий, как ближайших на случай войны к теми державами, «коих ситуация земель и их войска требуют против себя лёгкой пехоты». С этой целью в 25 мушкетёрских полках были учреждены егерские команды, назначением в них по 5 человек от каждой гренадерской и мушкетёрской роты. В егеря выбирались люди «самаго лучшаго, проворнаго и здороваго состояния». Офицеров для егерей велено было назначать таких, которые отличаются особою расторопностью и «искусным военным примечанием различностей всяких военных ситуаций и полезных, по состоянию положений военных, на них построений».
В 1769 году егерские команды были созданы во всех пехотных полках. Через год началось объединение егерских команд в батальоны, которые, в свою очередь, в 1785 году были сведены в егерские корпуса.
В 1786 году М. И. Голенищев-Кутузов разработал «Примечания о пехотной службе вообще и о егерской особенно».
Впоследствии число егерских частей (батальонов и полков) стало постепенно увеличиваться. В Отечественную войну 1812 года каждая третья бригада в русской пехотной дивизии была егерской, всего в русской армии имелось 52 егерских полка. В этот период егеря были вооружены укороченными егерскими ружьями и тесаками или штуцерами образца 1805 года (по 12 на роту) и кортиками (крепились к штуцерам в качестве штыков). Некоторые унтер-офицеры были вооружены т. н. унтер-офицерскими винтовальными (нарезными) ружьями.
Егеря также использовались Русским флотом в качестве морской пехоты, так главнокомандующий вице-адмирал Д. Н. Сенявин, подойдя 10 декабря 1806 года к оккупированному французами Браццо, с двумя кораблями и одним шлюпом, начал бомбардировать островную крепость и высадил десант из егерей, черногорцев и бокезцев, всё было сделано так стремительно, что французы сдались почти без сопротивления. В плен были взяты комендант крепости, три офицера, 79 нижних чинов, захвачены четыре пушки, потерь с нашей стороны не было.
К 1825 году число егерских полков возросло до 60-ти. В гвардии, помимо лейб-гвардии Егерского полка, к егерям относились Финляндский и Волынский полки.
Вместе с тем к 1820-м годам отличия русских егерей от линейной пехоты в вооружении и обучении постепенно стирались, а функции легкой пехоты перешли к вновь появившимся стрелковым подразделениям. В 1856 году все егерские полки были переименованы в пехотные и гренадерские. Лишь лейб-гвардии Гатчинскому полку в 1870 году было возвращено его прежнее название «лейб-гвардии Егерский полк».

#### Формирования
- Белорусский егерский корпус
- Бугский егерский корпус
- Екатеринославский егерский корпус
- Кавказский егерский корпус
- Кубанский егерский корпус
- Лифляндский егерский корпус
- Таврический егерский корпус
- Финляндский егерский корпус
- Эстляндский егерский корпус
- Егерские полки Российской империи
- Лёгкие полевые команды

### В других странах
С 1961 года в структуре вооружённых Дании существует Егерский корпус, подчинённый Командованию сил специальных операций Дании.
В структуре вооружённых сил Финляндии присутствуют егерская бригада, подразделения береговых егерей и пограничных егерей.

## В культуре
Русским егерям, участвовавшим в подавлении польского бунта (восстания) 1830—1831 посвящена песня «В тридцать первом мы году с Польшей были не в ладу…»
В егерских полках («В тридцатом егерском, а после в сорок пятом») служил полковник Скалозуб, персонаж комедии А. С. Грибоедова «Горе от ума».